# Колокольцов, Фёдор Михайлович
барон Фёдор Михайлович Колокольцов (1732—1818) — действительный тайный советник, сенатор.
Происходил из дворян. В 1775 г. был назначен прокурором Адмиралтейств-коллегии; в 1778 — произведен в бригадиры. В 1781 г. назначен на должность обер-прокурора во 2-й департамент Сената; занимал эту должность до 1793 г., когда, уже в чине тайного советника, назначен сенатором 1-го департамента, в каковой должности и оставался до конца жизни.
Пользовался большим доверием кн. А. А. Вяземского и часто вместо него докладывал дела в общем присутствии Сената; при нём рассматривалось в Сенате и громкое дело сибирского губернатора генерала Якоби.
31 мая 1797 г. назначен вместе с сенатором Леонтьевым и фон-Гейкингом предварительно рассматривать, под председательством генерал-прокурора Обольянинова, бумаги по делу о составлении книги законов.
Один из богатейших людей России своего времени, крупный землевладелец, экономист, делал крупные финансовые пожертвования, его имя значится в списках имён на стенах Собора Христа Спасителя в Москве.

## Семья

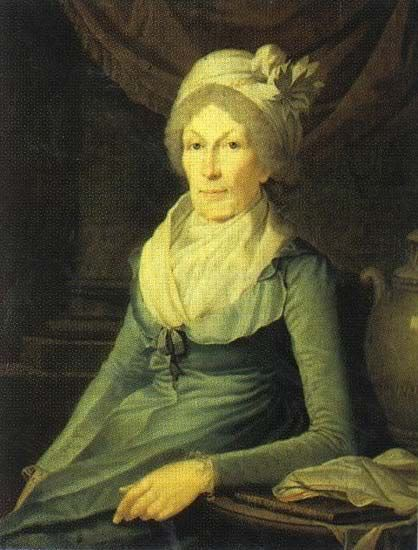
Мария Ивановна Колокольцова

Жена Мария Ивановна (урождённая Аничкова; 1735—1806).
Дочь их, Екатерина Фёдоровна, была замужем за M. Н. Муравьёвым, мать декабристов Александра и Никиты Муравьевых. Фёдор Михайлович получил титул барона 15 сентября 1801 г. Вигель рассказывал, что Колокольцов, надеясь на близость к Александру I своего зятя, попросил перед коронацией графского титула; государь улыбнулся и пожаловал его бароном, чем Колокольцов был очень недоволен и никогда сам не употреблял своего титула. Фёдор Михайлович оформил Герб рода Барона Колокольцова, который показан в Общем Гербовнике, часть VIII, стр. № 6.
Фёдор Михайлович вместе с женой и младшей дочерью княгиней Евдокией Фёдоровной Хованской (1772—1791) похоронены на Лазаревском кладбище в Санкт-Петербурге (Некрополь XVIII в.). Судьба его первого сына Ивана Фёдоровича неизвестна (род. ок. 1755 г., учился в СПб. в Шляхетском корпусе). Сыновья Иван и Михаил умерли в малолетстве. Третий сын Василий Фёдорович родился в 1765 году. Возможно, что он был сослан в 1800 г. в Калязинский Макарьев монастырь. Места захоронений сыновей Фёдора Михайловича не известны.